# 東広島市立高美が丘中学校
東広島市立高美が丘中学校（ひがしひろしましりつ たかみがおかちゅうがっこう）は、広島県東広島市高屋高美が丘一丁目にある公立中学校。

## 概要
東広島市の東部にある。東広島ニュータウンの誕生に伴い、1991年に開校した。生徒数は170名（2017年度）。

## 沿革
- 1991年（平成3年） - 開校。
- 1993年（平成5年） - 第36回日本学生科学賞で内閣総理大臣賞を受賞。
- 2005年（平成17年） - 文部科学省英語教育優良学校として表彰される。
- 2015年（平成27年） - 全日本学校関係緑化コンクール特選（学校関係緑化の部）で文部科学大臣賞を受賞。
- 2016年（平成28年） - 全日本学校関係緑化コンクール特選（学校関係緑化の部）で文部科学大臣賞を受賞。

## 部活動

### 運動部
- バスケットボール部（女子）
- バレーボール部（男子・女子）
- ソフトテニス部（男子・女子）
- 陸上部（男子・女子）
- 野球部

### 文化部
- 総合文化部
- 音楽部

## 学校行事
- 4月 - 入学式、合宿研修(1年)
- 9月 - 体育大会
- 10月 - 文化祭
- 12月 - 修学旅行(2年)
- 3月 - 卒業式

## 通学区域
- 東広島市立高美が丘小学校の学区(高屋東小学校の学区からの通学もあり)

## 進学前小学校
- 東広島市立高美が丘小学校

## 交通
JR西日本山陽本線西高屋駅より徒歩25分
芸陽バス高美が丘循環線高美が丘公園バス停より徒歩１分